# Walmor Chagas
Walmor Chagas, né le 28 août 1930 à Alegrete et mort le 18 janvier 2013 à Guaratinguetá, est un acteur brésilien.
Chagas apparaît dans plus de 50 films et émissions de télévision depuis 1965, comme les telenovelas Teresa et  Le Roman de la vie. En 1956, il remporte le Prêmio Saci.
Chagas est décédé en 2013, retrouvé avec une balle dans la tête. On pense qu'il s'est suicidé.

## Filmographie (sélection)

### Cinéma
- 1965 : São Paulo, Sociedade Anônima de Luis Sergio Person : Carlos
- 1976 : Xica da Silva de Carlos Diegues : Commandant João Fernandes
- 1983 : Parahyba mulher macho de Tizuka Yamasaki : João Pessoa
- 1990 : Beijo 2348/72 de Walter Rogério : Le juge de la Cour Suprême
- 2002 : Historias do Olhar de Isa Albuquerque : Frederico
- 2007 : Caminhos do Coração de Tiago Santiago : Dr. Socrates Mayer
- 2007 : Valda para Bruno Stein de Paulo Nascimento : Bruno Stein
- 2008 : Bodas de Papel d'André Sturm : Dr Salvatore
- 2012 : Cara ou Coroa de Ugo Giorgetti : Le grand-père de Lilian
- 2012 : A Coleção invisivel de Bernard Attal : Samir

### Télévision
- 1993 : Sonho Meu (série télévisée) : Afrânio Guerra
- 2002 : Esperança (série télévisée) : Giuseppe
- 2008 : A Favorita (série télévisée) : Dr Salvatore